# Alfheim
Alfheim er i nordisk mytologi Frejs bolig i Asgård.
Alfheim er beboet af lysalfer også kaldet elverfolk eller ellefolk. Alfheim regeres af Frej.